# 주병덕
주병덕(朱炳德, 1936년 11월 5일 ~ 2020년 5월 22일)은 대한민국의 공직자이다. 제11대 대한민국 경찰대학교 학장, 제24대 충청북도지사, 제29대 충청북도지사 등을 지냈다.

## 생애
1960년 제15회 보통고시에 합격하여 1972년 횡성경찰서 서장을 시작으로 경찰계의 요직을 두루 거쳤다. 1989년 2월 경찰대학교 학장을 끝으로 감사원 감사위원으로 변신하였고 1990년 제24대 충북도지사를 역임하였다.
1995년 자민련 후보로 1995년 지방선거에 출마하여 당선되면서 제29대 충북 도지사를 다시 한 번 역임했다. 1997년 대통령 선거를 앞두고 여당인 신한국당에 입당한 후 1998년 지방선거에서 한나라당 후보로 충북도지사 재선을 노렸으나 자민련 이원종 후보에게 밀려 낙선하였다.
2020년 5월 22일에 숙환으로 타계하였다.

## 학력
- 청주고등학교 졸업
- 단국대학교 정치외교학 학사
- 서울대학교 행정대학원 행정학 석사

## 경력
- 1995년: 충청북도 도지사
- 1995년: 자민련 김종필총재 특별보좌관
- 1990년: 제24대 충청북도지사
- 1989년: 감사원 감사위원
- 1988년: 경찰대학교 학장
- 1987년: 제21대 해양경찰대장(치안정감)
- 1986년: 치안본부 제4차장
- 1983년: 충청남도 경찰국장
- 1981년: 치안본부 정보과장
- 1980년: 치안본부 기획감사과장
- 1977년: 서울 서부경찰서장
- 1975년: 대전 서부경찰서장
- 1973년: 화천경찰서장
- 1972년: 횡성경찰서장
- 1960년: 제15회 보통고시 합격

## 가족 관계
- 배우자 : 김종군
- 슬하 : 주성원, 주성문, 주성희

## 역대 선거 결과
|  | 36.43% |

|  | 25.85% |